# Climat du Népal

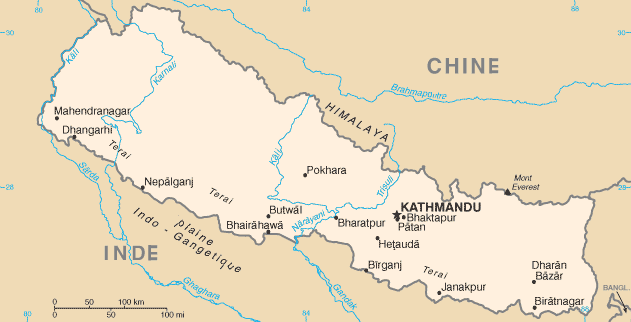
Carte du Népal.

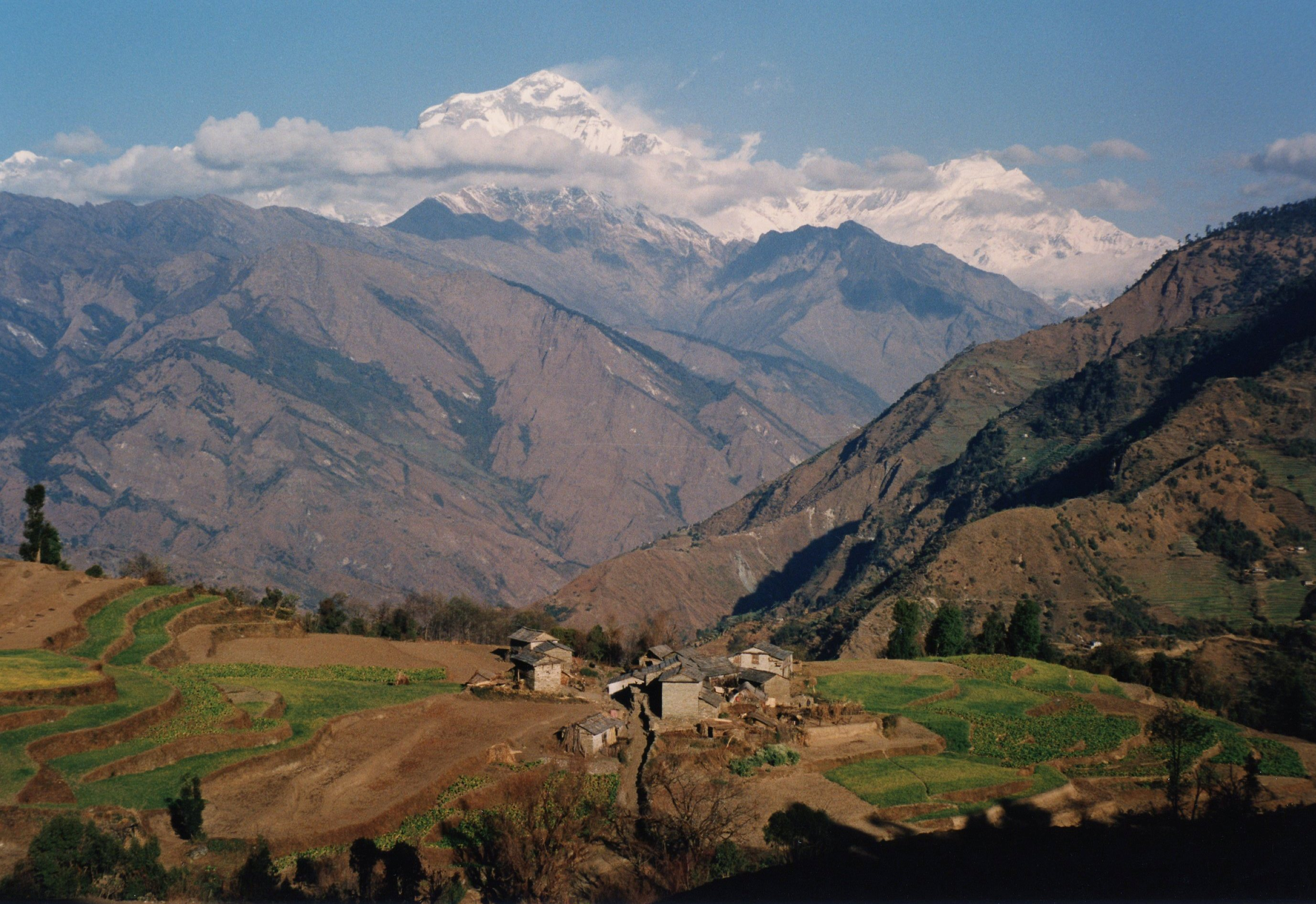
Le mont Dhaulagiri depuis Ghorepani.

Le climat du Népal est de trois sortes selon les trois grandes zones géographiques.
D’un point de vue physique, le Népal peut être divisé en trois zones (ceintures) grossièrement orientées est-ouest : la zone montagneuse, la zone des collines et la région du Teraï.

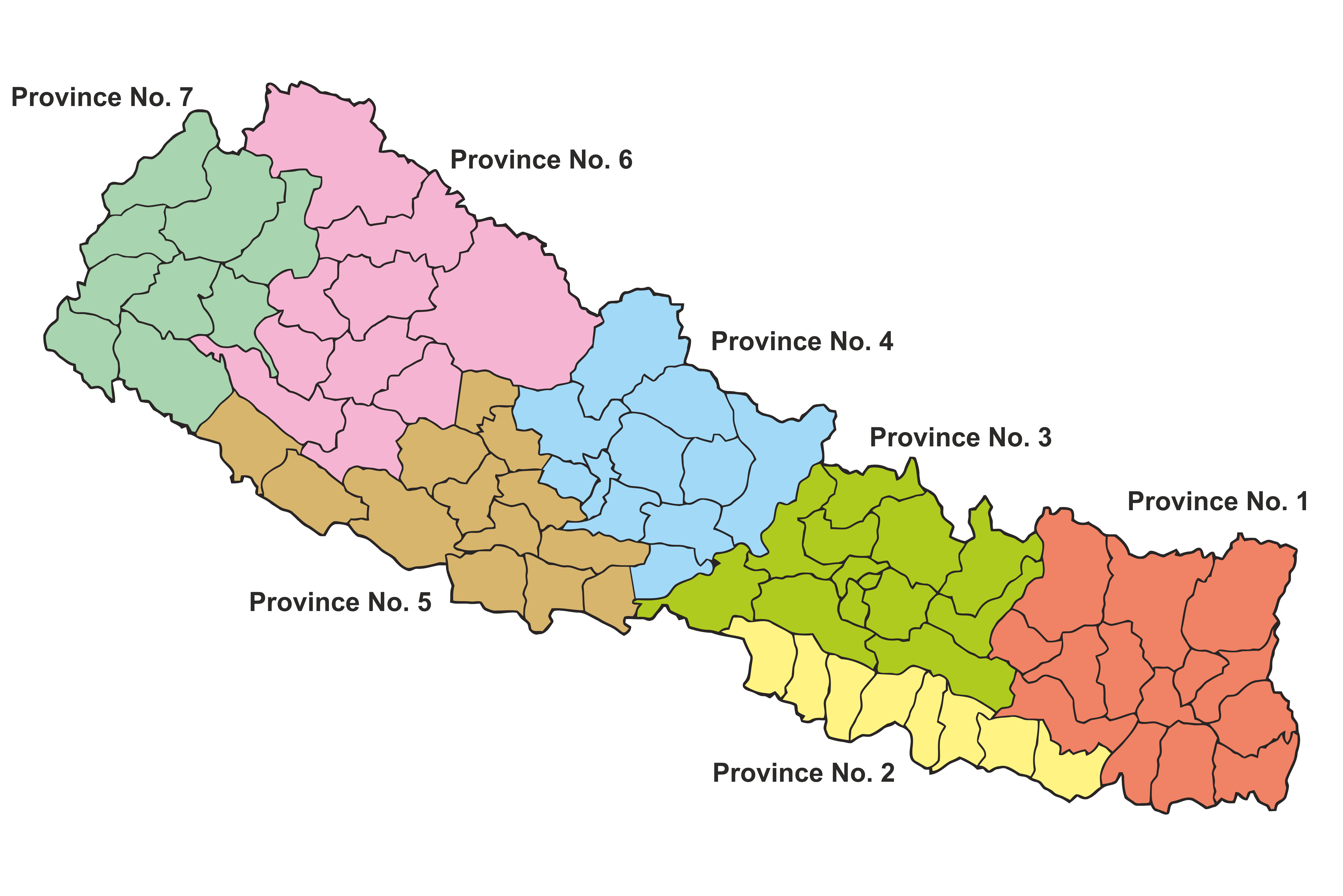
Les 7 provinces du Népal.

Ces trois zones sont parcourues par les cours d’eau majeurs du pays. L'altitude varie de 60 mètres dans le Téraï à 8 849 mètres avec l'Everest. Cet énorme dénivelé entraîne une grande diversité de climats et de terrains :
- subtropical dans les plaines du Téraï qui bordent l’Inde au sud, traversées par un système de trois rivières majeures (Kosi, Narayani et Karnali) qui appartiennent à la bordure Nord des plaines indo-gangétiques ;
- tempéré dans la région centrale de montagnes basses et de collines ;
- froid et sec dans la région des hautes montagnes de l'Himalaya.

## Katmandou
|                                   | Janvier | Février | Mars | Avril | Mai  | Juin | Juillet | Août | Septembre | Octobre | Novembre | Décembre |
| --------------------------------- | ------- | ------- | ---- | ----- | ---- | ---- | ------- | ---- | --------- | ------- | -------- | -------- |
| Température moyenne (°C)          | 10.1    | 11.7    | 15.9 | 19.6  | 21.9 | 23.6 | 23.6    | 23.4 | 22.1      | 19.4    | 14.6     | 10.9     |
| Température minimale moyenne (°C) | 3.1     | 4.2     | 8.1  | 12.2  | 15.8 | 19.1 | 20      | 19.7 | 18.1      | 13.8    | 7.6      | 3.2      |
| Température maximale (°C)         | 17.1    | 19.3    | 23.7 | 27    | 28   | 28.1 | 27.2    | 27.2 | 26.2      | 25      | 21.7     | 18.6     |
| Précipitations (mm)               | 16      | 20      | 34   | 55    | 116  | 252  | 379     | 334  | 212       | 68      | 7        | 12       |

## Pokhara
Du fait de ses reliefs escarpés, la zone de Pokhara a l'un des taux de précipitations les plus élevés du pays (plus de 4 000 mm an−1). Au sein même de la ville, il est possible de remarquer une différence notable de précipitations entre le sud de la ville près du lac et le nord au pied des montagnes.
Le climat est de type subtropical mais les températures sont modérées à cause de l'altitude : entre 25 °C et 35 °C en été et 5 °C et 15 °C en hiver.
| Mois                              | jan. | fév. | mars | avril | mai | juin | jui. | août | sep. | oct. | nov. | déc. |
| --------------------------------- | ---- | ---- | ---- | ----- | --- | ---- | ---- | ---- | ---- | ---- | ---- | ---- |
| Température minimale moyenne (°C) | 4    | 6    | 10   | 13    | 17  | 20   | 21   | 21   | 19   | 15   | 9    | 5    |
| Température maximale moyenne (°C) | 16   | 18   | 22   | 26    | 26  | 27   | 26   | 26   | 26   | 24   | 21   | 17   |
| Précipitations (mm)               | 18   | 15   | 30   | 38    | 102 | 201  | 376  | 325  | 188  | 56   | 3    | 10   |

## Birendranagar
La température la plus élevée jamais enregistrée à Birendranagar était de 41,8 °C le 5 mai 1999, tandis que la température la plus basse jamais enregistrée était de -0,7 °C le 9 janvier 2013.